# Edesur
Edesur (formalmente Empresa Distribuidora de Energía Sur Sociedad Anónima) es una empresa privada de distribución de energía eléctrica de la República Argentina, que desde 1992 tiene a su cargo por 95 años, hasta 2087 la red eléctrica de aproximadamente la mitad sur de la Ciudad Autónoma de Buenos Aires y los partidos que se ubican al sur y sudoeste del área metropolitana de Buenos Aires.
Tiene por objeto social la prestación del servicio de distribución y comercialización de energía eléctrica dentro de la zona sur de la Ciudad de Buenos Aires y 12 partidos del conurbano bonaerense. con una duración de 95 años. Edesur, es una de las tres empresas distribuidoras que se crearon con la privatización del patrimonio de la empresa Servicios Eléctricos del Gran Buenos Aires (Segba), siendo las otras dos Edenor y Edelap, según la zona del Gran Buenos Aires que corresponde a cada área concesionada. En el caso particular de Edesur la empresa solo pagó 203 millones de pesos argentinos por la privatización pese a estar valuado el patrimonio de la estatal Segba adjudicado a Edesur en 5400 millones de dólares en 1991, por dicha maniobra calificada como fraudulenta por la justicia sería procesada la liberal María Julia Alsogaray a fines de los 90. La privatización fragmentó la prestación del servicio en Buenos Aires en una gran cantidad de empresas monopólicas, que hizo más difícil coordinar, controlar y establecer las responsabilidades de cada una. 
En 2016 Edesur tenía 2 464 107 clientes, que significan un 21 % del total de los usuarios del país, en un área urbana de 3300 km² y 6,1 millones de personas. Cotiza en la Bolsa de Comercio de Buenos Aires (DSUR).
La empresa ha tenido un historial de denuncias y sanciones por cortes de suministro a sus clientes, en ocasiones durante varios días. En julio de 2020 la Defensoría del Pueblo de la Provincia de Buenos Aires solicitó formalmente que se quite la concesión a Edesur debido a múltiples y reiterados incumplimientos graves y falta de inversiones. En febrero de 2023, en el marco de nuevos apagones causados por la empresa, organizaciones sociales, empresariales y sindicales volvieron a pedir el cese de la concesión, La empresa goza de la protección del Centro Internacional de Arreglo de Diferencias Relativas a Inversiones (Ciadi), tribunal dependiente del Banco Mundial.
El 20 de marzo de 2023, debido a los reiterados cortes de luz, el entonces ministro de Economía, Sergio Massa, se vio obligado a disponer de la intervención administrativa de Edesur durante un plazo de 180 días y designó a Jorge Ferraresi como interventor administrativo.

## Historia
Con la privatización de la empresa estatal SEGBA el 12 de diciembre de 1995 la distribución de la energía eléctrica en el Gran Buenos Aires fue fragmentadas y cedidas a las empresas Edesur y Edenor constituida el 21 de julio de 1992. Dicha privatización sería posteriormente investigada por la justicia debido al pago de coimas a funcionarios que participaron de la privatización y ser vendida a precio vil según la fiscalía. cercano al exministro liberal de economía José Alfredo Martínez de Hoz quien junto a su hermano Luis Rohm participaron de las privatizaciones de Segba, YpF, Petroquímica Mosconi, Somisa y el Banco Hipotecario entre otros procesos de enajenación de activos del Estado quien permanecería prófugo de la justicia argentina en Miami, Estados Unidos. La Asociación del Personal Superior de SEGBA atribuyó a las nuevas empresas concesionadas «falta de inversiones en materia de generación, expresando que en el período 1994-2000 las inversiones en generación fueron de u$s 28 millones cuando en realidad deberían haber sido alrededor de u$s 2500 millones. Diferentes auditorías han cuestionado a las empresas eléctricas privatizada por destinar a la inversión fondos insuficientes comprometidos en las concesiones. Durante 1993 varias escuelas de las localidades de Avellaneda, Esteban Echeverría y Lomas de Zamora se vieron obligadas a suspender las clases en junio como consecuencia de los cortes de energía ordenados por Edesur.
En enero de 1995 Roberto Lettieri y Alfredo Tacuri, obreros de una empresa contratista de Edesur, tuvieron que ser internados luego de sufrir graves quemaduras. Los dos hombres se encontraban trabajando en la reparación de un cable de la red de Edesur, posteriormente uno de ellos fallecería lo que generó denuncias y controversias contra la empresa por falta de mantenimiento y por no brindar equipos de protección necesario a sus trabajadores debido a los recortes en los presupuestos
Durante mediados de los 90 Los apagones afectaron seriamente la imagen de la empresa, desencadenando sanciones, protestas masivas y cortes de calles por parte de los usuarios afectado. Con la crisis del tequila en 1995 la empresa enfrentaba  graves dificultades económicas y financieras por causa del endeudamiento, pese a las altas tarifas dolarizadas. Esto derivó en una fuerte reducción de la capacidad de inversión y de mantenimiento y consecuentemente en el deterioro del desempeño técnico. Esta situación influyó sobre la calidad de los servicios. Durante la década de los 90 que imperó la convertibilidad, las empresas facturaban en pesos y giraban dólares que compraban a través del uno a uno, con destino a sus casas matrices.
Para fines de los 90 nuevos apagones en las áreas servidas por la empresa privada eran frecuentes, llegando a superar dos semanas en algunos casos En 2001 la AGN denunció la maniobra argumentando que las acciones de la estatal Segba habían sido cedidas a un tercio de su valor original. Con los apagones de 1997 se produjeron cacerolazos en el sur de la ciudad de Buenos Aires y el Gran Buenos Aires, pidiendo el reestablecimiento del servicio, la compensación económica por los daños causados por los apagones y la reestatización del servicio. Tras ello la empresa respondió con el desafío público a negarse a pagar las indemnizaciones que se le ordenaban. Tras ello se presentó un informe la defensora del Pueblo de la Ciudad de Buenos Aires, Alicia Oliveira, a fin de respaldar sus presentaciones judiciales en contra de Edesur. El trabajo fue elaborado por Claudio Lozano Allí describe cómo la distribuidora eléctrica,  decidió reducir costos en sectores clave de mantenimiento–por caso, achicando su plantilla de 7500 a 2900 trabajadores–, con la  repercusión de haber puesto en riesgo la normal prestación del servicio. Con el masivo  apagón por falta de inversiones en las redes eléctricas tras casi 8 años de tarifas dolarizadas de 11 días en febrero de 1999, lo que provocó que hubiesen usuarios sin suministro durante casi 11 días en pleno verano, siendo el apagón más largo de la historia eléctrica argentina entre el 15-26 de febrero de 1999. Los apagones afectaron seriamente la imagen de la empresa, desencadenando sanciones, protestas masivas y cortes de calles por parte de los usuarios afectados.
Durante los 90 pese a tener tarifas dolarizadas a precios internacionales la falta de inversión y mantenimiento por parte de la nueva empresa causaron apagones reiterados y masivos afectaron seriamente la imagen de la empresa, desencadenando sanciones, protestas masivas y cortes de calles por parte de los usuarios afectado. sufrió un apagón que llegó a catorce días, que dejó sin electricidad a más de 600.000 personas. En 1999 sufrió un apagón que llegó a catorce días, que dejó sin electricidad a más de 600.000 personas. La mitad de la ciudad quedó a oscuras y en estado caótico durante dos semanas y el apagón causó varias muertes, lesiones y conatos de insurrección popular, con barricadas en las calles levantadas por los vecinos sin luz. Se trató del mayor apagón de la historia argentina. En enero de 2009, las autoridades francesas, después de detener a Falciani ya que Suiza había emitido un orden de arresto internacional, la policía hizo una redada en la casa de Falciani en Francia y encontró archivos informáticos con 130.000 potenciales evasores fiscales, entre la lista de empresas con cuentas ocultas en Suiza figuraba Edesur. Tras casi una década de la privatización eléctrica dio lugar a una serie de fuertes apagones y una crisis energética por falta de inversiones en las redes eléctricas tras 8 años de tarifas dolarizadas de 11 días en febrero de 1999, lo que provocó que hubiesen usuarios sin suministro durante casi 11 días en pleno verano, siendo el apagón más largo de la historia eléctrica argentina entre el 15-26 de febrero de 1999. Los apagones afectaron seriamente la imagen de las empresas privadas, desencadenando sanciones, protestas masivas y cortes de calles por parte de los usuarios afectados.a fines de ese mismo mes en medio de una ola de calor, un gigantesco corte dejó sin luz en el momento más dramático a alrededor de 500 000 usuarios, y se extendió por  otros 12 días.
La Central Costanera es desde 1990 la industria con mayores emisiones de CO2 del Gran Buenos Aires. Durante 2008 sus emisiones de CO2 a la atmósfera fueron de 1.795.402 T, 100.000 más que en el año 2000. El 30 de septiembre de 2010 la central fue inspeccionada por una denuncia por posible contaminación con hidrocarburos, que afecta principalmente las aguas del Río de la Plata. Aparentemente se habrían encontrado conexiones clandestinas de desagües y cloacales al río. Desde agosto de 2000, la presencia de PCB en los transformadores generó controversias. Durante la década del 2000 la empresa fue denunciada por contaminación de los transformadores eléctricos con altas concentraciones de PCB, una sustancia con  riesgo cancerígeno. Por este motivo, la empresa  había sido denunciada en múltiples oportunidades.
En 2000 se producirían nuevos apagones masivos por parte de Edesur, destacándose 15 al 25 de febrero había sido causado por un incendio en la subestación generadora de Azopardo. La empresa Edesur no logró arreglar completamente los daños y al reintentar la conexión hubo otro estallido.La duración de ese apagón climático agobiante, generó protestas de los vecinos, con fogatas y cacerolas en las esquinas. Y ocasionó pérdidas por unos mil millones de pesos. En su peor momento afectó a unos 150.000 usuarios que vivieron con temperaturas superiores a los 30° sin heladeras ni aire acondicionado o ventiladores ni agua. La empresa fue condenada a pagar a los usuarios domiciliarios 70 millones de pesos más el costo de los juicios por daños y perjuicios. En el año 2002 ocurrieron nuevamente apagones masivos en el área de concesión de la empresa afectando 1.942.000 de los 2,1 millones de clientes que por entonces tenía Edesur dejando sin luz: más de 7 millones de personas. Días después la empresa puso en jaque al sistema eléctrico nacional. Faltó el agua en el área urbana y no anduvieron subtes, trenes y semáforos. En noviembre de 2002 un nuevo apagón puso en jaque durante cuatro horas al sistema eléctrico nacional. Hubo dieciséis millones de personas afectadas. Faltó el agua en el área urbana y colapso la red subtes, trenes y semáforos. Alrededor de 1.600.000 clientes  de Edenor sufrieron la falta de electricidad, en una jornada que llegó a los 35 grados de sensación térmica, como consecuencia del apagón, los de hogares de Capital y el Gran Buenos Aires también se vieron privados de agua. Lo que llevó a reclamos masivos para reestatizar la empresa. En agosto de 2004 la empresa genera un nuevo apagón masivo con 600 mil usuarios sin electricidad que llevó a un colapso en la ciudad por un apagón lo que paralizó los semáforos de las principales avenidas, las líneas de subte, dejar los bancos de la city fuera de servicio y gente atrapada en ascensores. El apagón se dio por la explosión de un transformador de Edesur.
En 2004 un depósito de Edesur con 135 transformadores de electricidad fue clausurado en forma preventiva por la Municipalidad de Quilmes ya que los equipos contienen el temible bifenilo policolorado (PCB).
Posteriormente durante 2005 ocurrirían nuevos apagones por falta de mantenimiento de la empresa. en 2007 durante el gobierno de Jorge Telerman la ciudad de Buenos Aires denunciaría a Edesur ante la Unidad Fiscal para la Investigación de Delitos contra el Medio Ambiente por contaminación con PCB, encontrándose muestras de agua una concentración 1600 veces mayor de lo permitido por la norma legal.
En diciembre de 2015 con la llegada de Mauricio Macri avanzó en la desregulación total del mercado energético y produjo el mayor descalabro tarifario que impactó en los bolsillos de millones de usuarios, con incrementos de tarifas  que superaron el 3000%. A pesar de los aumentos, los cortes de luz continuaron. En el año 2016, se registraron aumentos del 63 por ciento en la cantidad de usuarios afectados por cortes de luz y deficiencias en el servicio eléctrico. En 2017 se daría una serie de apagones en el área de la empresa, en el primer trimestre de ese mismo año la empresa fue multada por casi 300 millones de pesos por incumplimiento del contrato y de servicio. Durante el año nuevo de 2016/2017 se produciría apagones masivos en el área de Edesur.

A diciembre de 2018 Edesur debía al Estado unos $ 21.399 millones de pesos en concepto de multas ante las reiteradas fallas en la calidad del servicio técnico, la calidad del producto, las perturbaciones de la tensión y el servicio comercial. Durante el verano de 2018 los cortes de luz se triplicaron. En 2019 la empresa pública ENARSA se presentó como querellante en la causa que estaba imputado perjuicio patrimonial que habría sufrido por esta operación- Lopetegui junto a Iguacel y otros exfuncionarios de Cambiemos, tras una auditoría interna la empresa encontró “gravísimas irregularidades detectadas en el proceso que permitió la escandalosa y fraudulenta venta”, y avanzó así en la investigación de la responsabilidad en el conocido como “el escándalo de las termoeléctricas” una serie de ventas a precios irrisorios con el objetivo de favorecer a la empresa Edesur y al Grupo Midlin. En 2018, pese a aumentos tarifarios de hasta 5000 por ciento en dos años Edesur experimentó un aumento en la frecuencia de los cortes de luz, especialmente durante el período de septiembre de 2017 a febrero de 2018, registrando 73v más cortes que en el mismo período del año anterior.
En 2020 ENRE en el caso de Edesur existe una gestión ineficiente de la contigencia, que responde a la falta de inversión en infraestructura. Al respecto el ministro Juan José Aranguren reconoció que la infraestructura en Transporte y Distribución es deficiente, es bueno que ahora lo reconozcan quienes decidieron tarifazos del 3.200 por ciento  durante el macrismo sin exigir inversiones, permitir el recorte de personal y dejar el ENRE a cargo de personas que no controlaron a las empresas.
En 2020 el juez federal Nº1 de San Martín, Emiliano Canicoba comenzó a investigar a Edesur Edenor, Edelap y Edea por fraude al Estado por 900 millones de pesos a través de un esquema de contratos con un grupo de pequeñas empresas fantasmas que según la justicia, desviaron alrededor de  900 millones de pesos en los cuatro años. Se estima que las compañías contrataron entre 2015 y 2019 a estas empresas controladas por el mismo personal tanto en la Ciudad de Buenos Aires como en la Provincia. Se estima que Edenor, Edelap y Edea, contrataron entre 2015 y 2019 a estas empresas controladas por el mismo personal para realizar trabajos como pozos, cableado y reparación de veredas, entre otros servicios, tanto en la Ciudad de Buenos Aires como en la Provincia. Este entramado de  habrían permitido fugar del sistema al menos unos 900 millones, de acuerdo con la investigación en curso la justicia argentina ordenó allanar Edenor y la auditora internacional PwC
basándose en un informe entregado por la AFIP, que detectó que estos proveedores estaban facturando servicios millonarios operando como “usinas de facturas falsas”, empresas que simulan tener mayor capacidad de servicios de la que efectivamente poseen.
En 2021 el ENRE presentó una demanda penal contra los directivos de Edesur para que “respondan por la malversación de los fondos y los daños ocasionados por la falta de inversión que originan las deficiencias evidentes en el servicio".
En 2023 el exministro de energía del macrismo Gustavo Lopetegui fue imputado en la causa por Malversación de caudales públicos por el Juzgado Nacional en lo Criminal y Correccional Federal N° 5 por irregularidades en el cálculo de las multas a empresas energéticas. Mediante una serie de maniobras se invirtió el carácter de los resultados: las concesionarias pasaron de ser deudoras del Estado nacional a ser acreedoras. Según la fiscalía las deudas de las concesionarias con el Estado fueron subvaluadas por Lopetegui  en un total de 9.453 millones de pesos para el caso de EDESUR y 7.731 millones de pesos para el caso de EDENOR con el objetivo de generar beneficios económicos indebidos a favor de las concesionarias Edenor S.A. y Edesur S.A..En 2023 la justicia Federal inició una demanda contra los directivos y accionistas de Edesur S.A. El letrado acusa a la empresa de “entorpecimiento de servicio público, defraudación por administración fraudulenta agravada por ser en perjuicio de la administración pública, estorbo al ejercicio de funciones públicas y asociación ilícita.
Para 2024 la empresa debía a la estatal Camessa más de 166.200 millones de pesos en deudas por incumplimiento del pago de energía que la empresa estatal le suministra a Edesur para que está la distribuyaEn enero de 2025 en medio de masivos cortes de energía el secretario Eduardo Rodríguez Chirillo anunció aumentos de hasta 50 por ciento en la tarifa de electricidad de usuarios de Edenor y Edesur Para comienzos del año 2024 la empresa debía a la estatal Camessa más de 166.200 millones de pesos en deudas por incumplimiento del pago de energía que la empresa estatal le suministra a Edesur para que está la distribuya
A inicios del año 2025 la empresa produjo apagones masivos en medio de una ola de calor con sensaciones térmicas que superan los 44 grados, los cortes de luz afectaron 600 mil de usuarios en la Ciudad de Buenos Aires y el conurbano bonaerense. Si bien los apagones masivos se registran en el sur del Gran Buenos Aires y la CABA
En 2025 la empresa fue denunciada por defraudación. El 5 de marzo de 2025, un apagón causó la interrupción masiva del servicio eléctrico para más de 400.000 usuarios en el AMBA, debido a una falla en la doble línea de alta tensión Bosques-Hudson. A mediados de marzo de 2025 la Ciudad de Buenos Aires y parte del conurbano sufrieron nuevamente dos apagones masivos en el área de Edesur los apagones afectaron a 622.000 usuarios, lo que representa a más de 2 millones de personas.

## Propiedad
Durante el paso de Domingo Cavallo por el paso del ministerio de economía a raíz de las facultades delegadas conocida como Ley de Superpoderes la generación y el transporte troncal de energía eléctrica fueron entregados al mercado, dejando de ser un servicio público se desmembraron Agua y Energía Eléctrica S.E Hidronor, Segba; se vendieron la gran mayoría de las plantas generadoras; se fragmentó la distribución en el área metropolitana de Bs As y la operación de transporte en alta tensión; se redujo drásticamente el personal, sobre todo técnico, y se eliminaron las escuelas de formación y capacitación; y se redujeron las cuadrillas de mantenimiento, se privatizaron distribuidoras provinciales.
La empresa ha sido acusada de integrar un cartel que controla indebidamente el mercado eléctrico argentino.
El 11 de diciembre de 2015 fue adquirida por Nicolás Caputo
 quien fusionó sus agencias en Islas Caimán. En igual fecha se modificó la razón social.
 En 2017, se acusó al ministro de energía se beneficiar a diferentes empresas del grupo Caputo con el objetivo de lograr el monopolio de la electricidad y el gas a través de la adquisición con dos dos públicos de Edesur, y las distribuidoras Gas del Centro y Gas Cuyana para beneficiarse de las políticas energéticas propiedad del empresario macrista Nicolás Caputo, socio de Mauricio Macri y financista de su campaña electoral.
| Edesur - Participación accionaria al 31 de diciembre de 2017 | Edesur - Participación accionaria al 31 de diciembre de 2017 | Edesur - Participación accionaria al 31 de diciembre de 2017 | Edesur - Participación accionaria al 31 de diciembre de 2017 |             |
| ------------------------------------------------------------ | ------------------------------------------------------------ | ------------------------------------------------------------ | ------------------------------------------------------------ | ----------- |
| Tipo de acciones                                             | Accionistas                                                  | %                                                            | N° acciones                                                  |             |
| Clase A                                                      | Distrilec Inversora S.A.                                     | 56,358%                                                      | 506.421.831                                                  |             |
| Clase B                                                      | Enel Argentina S.A.                                          | 43,097%                                                      | 387.263.754                                                  |             |
| Clase B                                                      | Totales                                                      |                                                              | 100,000%                                                     | 898.585.028 |
| Fuente: Edesur.                                              |                                                              |                                                              |                                                              |             |

En 2018 el gobierno intento vender acciones del Estado en la empresa a manos de la Anses a una firma vinculada con el primo del Presidente Mauricio Macri, por lo que la fiscalía imputó a su jefe de gabinete Marcos Peña y el ministro de Energía, Juan José Aranguren, fueron denunciados e imputado  por asociación ilícita por su intento de vender las acciones que tenía el Estado Nacional a una firma vinculada con Marcelo Mindlin y Angelo Calcaterra, primo del Presidente por menos de una décima parte de su valor de mercado
En 2021 una auditoría interna concluyó que la falta de inversiones y una degradación estructural en los equipamientos produjo un deterioro en la calidad del servicio, con un incremento en la duración y la frecuencia de los cortes de luz masivos.
En enero de 2025 se produjeron 6 fallas en 4 líneas de alta tensión de Edesur entre la mañana y el mediodía, con más de 600.000 usuarios afectados que representaban al menos 1,2 millón de personas en la Ciudad de Buenos Aires y el conurbano, principalmente en la zona sur, que atiende la distribuidora Edesur.

## Cifras de negocio

### Área de concesión
- Ciudad de Buenos Aires: zona delimitada por el Río de la Plata desde el Puerto Nuevo, hasta la Avenida General Paz, la Avenida San Martín, Ferrocarril General San Martín, la Avenida Córdoba, la Avenida Pueyrredón hasta el Río de la Plata.

- Provincia de Buenos Aires: 
  - Partido de Avellaneda
  - Partido de Lanús
  - Partido de Lomas de Zamora
  - Partido de Almirante Brown
  - Partido de Esteban Echeverría
  - Partido de Ezeiza
  - Partido de Cañuelas
  - Partido de San Vicente
  - Partido de Presidente Perón
  - Partido de Florencio Varela
  - Partido de Quilmes
  - Partido de Berazategui

La porción de mercado de Edesur con relación a la demanda total, la misma se mantiene entre el 17% y el 15% con tendencia a disminuir. El número de clientes a fines de 2015 alcanzó los 2.479.559. La desagregación de los mismos según el uso de la energía es:
| Tipo de Consumidor   | 2014      | 2015      | D     |
| Residencial          | 2,155,104 | 2,169,336 | 0.66% |
| General              | 301,050   | 302,133   | 0.36% |
| Grandes Consumidores | 7,953     | 8,090     | 1.72% |
| Total                | 2,464,107 | 2,479,559 | 0.63% |

## Auditorías
En 2020 se realiza una auditoría integral sobre la empresa, advirtiendo las consecuencias de la desinversión durante más de tres décadas de sistema privado: más del 60% del equipamiento era anterior a 1980, el sistema ñsufre de sobrecargas, falta de mantenimiento preventivo y obsolescencia que se observa en subestaciones, transformadoras, interruptores, cables y protecciones. Las instalaciones son inadecuadas para afrontar el servicio y hubo una constante disminución en la cantidad de cuadrillas para restablecer el servicio. Pese a que la empresa presentaba fuertes ganancias de hasta 35.781 millones de pesos anuales la auditoría reveló desinversión por parte de la misma: la red de alta tensión se encontraba desactualizada, Edesur seguía utilizando cables de los años 50 instalados por Agua y Energía, organismo previo a la estatal Segba, solo en la red de Edesur había al año 2022 casi 900 kilómetros de estos cables que se eran reemplazando a un ritmo de 4 kilómetros por año. En 2023 el Ente Nacional Regulador de la Electricidad (ENRE) publicó los resultados de la auditoría sobre Edesur: el ente constató que el sistema eléctrico de la empresa funcionaba "al límite, de forma sobreexigida, bajo la amenaza constante de que cualquier falla mínima puede escalar y desencadenar un apagón masivo por tiempo indeterminado, la empresa registró una falta de instalaciones capaces de satisfacer la demanda en el área de concesión; una calidad precaria del servicio y de atención al cliente, un sistema de atención al usuario que obliga a reiterar sin éxito los reclamos; etc.el nivel de obsolescencia de las instalaciones y la empresa a pesar de 30 años de concesión funciona con equipos que datan de los años 40 y 60". las subestaciones de alta y media tensión y transformadores de la distribuidora trabajan con una carga 70 superior al porcentaje que se recomienda. El documento puntualizó que “estamos ante una empresa que no realizó las inversiones que correspondían para tener instalaciones en condiciones mínimas aceptables y continúa con equipos que son originales de las décadas del ‘50 y ´60", El informe determinó también que más del 80 por ciento de los transformadores de potencia tienen una ocupación mayor a la aceptada.
El ENRE alertó sobre el funcionamiento de la empresa. Incumplimientos recurrentes de inversiones y servicio precario.
Posteriormente nuevas auditorías detectado que la distribuidora controlada arrastraba uincumplimientos recurrente de los planes de inversiones y del contrato de concesión que "comprometen seriamente la prestación normal del servicio”
Las consecuencias fueron visibilizadas durante el último verano, con miles de cortes en Capital y el Gran Buenos Aires.
 lo que significó para el promedio de clientes un incremento de hasta veinte veces el valor que venían pagando por el servicio, lo cual fue materializado a través de la Resolución 6/2016 del Ministerio de Energía a cargo de Juan José Aranguren, socio y ex CEO de la empresa Shell. Dicha medida fue objetada por vía de recurso de amparo por ser abusiva, arbitraria e improcedente por no haberse realizado el procedimiento que estipula las normas reglamentarias para la modificación de los cuadros tarifarios, tornando inconstitucional la mencionada medida. El aumento se ha dejado sin efecto por el amparo concedido por la Jueza Federal Dra. Martina Isabel Forns, hasta principios del 2017, año en que el servicio aumento indiscriminadamente, aún habiendo todavía cortes de luz en toda la zona de cobertura de la empresa.

## Lista Falciani
En enero de 2009, las autoridades francesas, después de detener a Falciani ya que Suiza había emitido un orden de arresto internacional, la policía hizo una redada en la casa de Falciani en Francia y encontró archivos informáticos con 130.000 potenciales evasores fiscales, entre la lista de empresas con cuentas ocultas en Suiza figuraba Edesur. En 2014, la propiedad de las acciones de la empresa se encontraba a cargo de Distrilec, con un 56,35 por ciento, y Enersis con el 43,1%.

## Inversiones
Investigadores, organizaciones de consumidores, diversos especialistas, el Ente Regulador y los gobiernos de los territorios en los que actúan, han cuestionado a las empresas eléctricas privatizadas por destinar a la inversión fondos insuficientes para alcanzar los estándares comprometidos en las concesiones. Una investigación realizada por Federico Basualdo, exdirector del Ente Nacional Regulador de la Electricidad (ENRE), concluyó que en el período 2016-2019, las inversiones eléctricas disminuyeron con respecto a 2015, pese a que las cuatro empresas eléctricas más importantes del país (Edesur, Edenor, Edelap y Edea) aumentaron sus tarifas entre un 1600% y un 2100%.
Maurizio Bezzeccheri, quien fuera encargado del Grupo Enel en la Argentina entre 2015-2018, reconoció en 2016 que la empresa no había realizado las inversiones necesarias durante más de diez años. En mayo de 2022 la empresa privada fue multada por 471 millones de pesos debiendo resarcir a doscientos mil usuarios afectados por continuas irregularidades en el suministro. En enero de 2009, las autoridades francesas, después de detener a Falciani ya que Suiza había emitido un orden de arresto internacional, la policía hizo una redada en la casa de Falciani en Francia y encontró archivos informáticos con 130.000 potenciales evasores fiscales, entre la lista de empresas con cuentas ocultas en Suiza figuraba Edesur En 2014, la propiedad de las acciones de la empresa se encontraba formalmente a cargo de otras dos empresas, Distrilec, con un 56,35%, y Enersis con el 43,1%.junto al dueño de Edesur Nicolás Caputo. En 2019 junto con las denuncias por falta de mantenimiento la empresa comenzó un proceso de despido de cientos de empleados
La empresa ha tenido un historial de denuncias y sanciones por cortes de suministro a sus clientes, en ocasiones durante varios días. En julio de 2020 la Defensoría del Pueblo solicitó formalmente que se quite la concesión a Edesur debido a múltiples y reiterados incumplimientos graves y falta de inversiones.Ente Nacional Regulador de la Electricidad (ENRE) multó a Edesur en 168 millones de pesos por los problemas en el servicio registrados en 2017. A los pocos días, intendentes del conurbano presentaron una queja formal ante el organismo,  por los reiterados cortes y la falta de inversión, y le pidieron que revisara los aumentos tarifarios autorizados por el gobierno de Cambiemos. En 2018 la Defensoría del Pueblo bonaerense solicitó que se le quite la concesión a la empresa.
En 2023 la empresa sería nuevamente objeto de denuncias por la intensidad de los episodios de corte de luz. Las inéditas olas de calor que se prolongaron hasta marzo llegaron a dejar este mes más de 110.000 usuarios sin luz en un mismo día, concentrándose los apagones en los usuarios de Edesur de los partidos bonaerenses de Almirante Brown, Avellaneda, Esteban Echeverría, Lanús, Lomas de Zamora, Quilmes, Ezeiza, Berazategui y Florencio Varela. En febrero de 2024 en medio de una ola de calor varios barrios abastecidos por la empresa tuvieron problemas con la electricidad el servicio se levantaba y volvía a caer en reiteradas oportunidades hasta producir un efecto dominó en los dispositivos de generación que culminó en el apagón al mediodía.
Entes reguladores y asociaciones de consumidores junto a diversos especialistas, han cuestionado a las empresas eléctricas privatizadas por destinar a la inversión fondos insuficientes para alcanzar los estándares comprometidos en las concesiones.
En 2022 varios de sus directivos fueron imputados por la Fiscal Cecilia Incardona luego de que la Defensoría del Pueblo bonaerense denunciara penalmente a la empresa por la mala prestación del servicio que tuvo su pico en los cortes de luz durante la ola de calor que afectaron a miles de personas en el AMBA ese verano.
Desde la privatización el Estado desembolsa permanentemente parte de su presupuesto para sostener la actividad de las privatizadas, subsidiando tarifas, comprando energía faltante en el exterior o pagando los sueldos que las empresas dicen no llegar a cubrir. Para todo el 2013 se destinaron a tales fines nada menos que 140.000 millones de pesos de las arcas estatales.
Sólo en 2016 tras los tarifazos se observó un incremento de la pobreza energética del 103% en relación con el año anterior con un total de 2.710.000 hogares que cayeron en la pobreza en materia de energía.Durante el  año2019, la cantidad de hogares pobres energéticamente creció otra vez y alcanzó a 2.849.000, un 104%. El informe oficial  indicó que se debía a la modificaciones discrecionales en las tarifas por parte de las empresas.
| Inversiones Edesur 1992-2009                                                         | Inversiones Edesur 1992-2009 | Inversiones Edesur 1992-2009 | Inversiones Edesur 1992-2009 |
| Año                                                                                  | Pesos (en millones)          | Dólares (en millones)        | Cambio                       |
| ------------------------------------------------------------------------------------ | ---------------------------- | ---------------------------- | ---------------------------- |
| 2002                                                                                 | 104,7                        | 25,6                         | 4                            |
| 2003                                                                                 | 110,4                        | 38                           | 2,9                          |
| 2004                                                                                 | 147,6                        | 50,8                         | 2,9                          |
| 2005                                                                                 | 166,4                        | 57,3                         | 2,9                          |
| 2006                                                                                 | -                            | -                            |                              |
| 2007                                                                                 | 268,3                        | 86,5                         | 3,1                          |
| 2008                                                                                 | 405,2                        | 130,7                        | 3,1                          |
| 2009                                                                                 | 398,9                        | 107,8                        | 3,7                          |
| TOTAL                                                                                | 4.497                        | -                            | -                            |
| Fuente: Memoria Edesur 2010. *Edesur estuvo activa sólo los últimos 4 meses de 1992. |                              |                              |                              |

En julio de 2020 diferentes intendentes del Gran Buenos Aires y asociaciones de consumidores demandaron la estatización de la empresa basada en la baja cantidad de inversiones y nulo mantenimiento de la empresa, junto a los constantes cortes de servicios. diferentes jefes municipales advirtieron que la mala calidad del servicio que Edesur proveía era producto de la falta de inversión de la empresa en los municipios del GBA y del sur de la Ciudad de Buenos Aires. Las demandas para estatizar la empresa y revocar su concesión fueron respaldadas por  El defensor del Pueblo, argumentando que en cuatro años Edesur tuvo ingresos exorbitantes, con el aumento de más de 2000 mil por ciento de la tarifa, y no había realizado ninguna obra; en paralelo La Defensoría del Pueblo Bonaerense pidió que se le quite la concesión a Edesur, a través de un comunicado la Defensoria expresó; A pesar de los aumentos de tarifas, que en algunos casos llegaron a ser de 5000%, no hizo las inversiones necesarias para mejorar el servicio a los usuarios, ante la falta de control del gobierno anterior. Una investigación realizada por Federico Basualdo, exdirector del Ente Nacional Regulador de la Electricidad (ENRE), concluyó que en el período 2016-2019, las inversiones eléctricas disminuyeron con respecto a 2015, pese a que las cuatro empresas eléctricas más importantes del país (Edesur, Edenor, Edelap y Edea) aumentaron sus tarifas entre un 1600% y un 2100%.
Para 2020 Edesur se constituye como la empresa más denunciada por los bonaerenses. En el primer semestre de 2023 la empresa acumuló multas por más de 3600 millones de pesos por falta de inversiones e incumplimiento del contrato
Las inversiones realizadas por Edesur han sido materia de controversia y críticas por parte de los usuarios. Maurizio Bezzeccheri, quien fuera encargado del Grupo Enel en la Argentina entre 2015-2018, reconoció en 2016 que la empresa no había realizado las inversiones necesarias durante más de diez años.
En 2017 el entonces gobierno y la empresa arreglaron que tanto Edesur como Edenor debían por dejar de pagarle a la empresa estatal Camesa por la generación eléctrica y por multas que habían acumulado por mala la calidad de servicio ese acuerdo le permitió a Edesur sumó 15.641 millones en ganancias extraordinarias, mientras Edenor registro en su estado contable de 2019 un ingreso extraordinario de 17.095 millones de pesos. Esto originó una denuncia penal por  malversación de caudales públicos y abuso de autoridad contra Gustavo Lopetegui por perdonar multas millonarias a  Edesur, propiedad de Nicolás Caputo. El secretario de Energía fue acusado por condonar a las dos empresas  multas adeudadas al Estado unos 35.000 millones de pesos.

## Apagones en Buenos Aires
A partir de 1999, la empresa Edesur, a cargo del servicio eléctrico del sur de la Ciudad de Buenos Aires y varias ciudades de su conurbano, comenzó a sufrir apagones que dejaron sin energía eléctrica a miles de usuarios en el Gran Buenos Aires durante varios días. La empresa se mantuvo en manos de capitales chilenos hasta la salida del grupo chileno de Edesur tras un fuerte apagón por falta de inversiones en las redes eléctricas tras casi 8 años de tarifas dolarizadas de 11 días  en febrero de 1999, en lo provocó que hubiera usuarios sin suministro durante casi 11 días en pleno verano, siendo el apagón más largo de la historia eléctrica argentina entre el 15 y 26 de febrero de 1999. Los apagones afectaron seriamente la imagen de la empresa, desencadenando sanciones, protestas masivas y cortes de calles por parte de los usuarios afectados.
Los apagones afectaron seriamente la imagen de la empresa, desencadenando sanciones, protestas masivas y cortes de calles por parte de los usuarios afectados.
Durante los gobiernos de los expresidentes Néstor Kirchner (2003-2007) y Cristina Fernández de Kirchner (2007-2015) se mantuvo la política de los subsidios a la tarifa eléctrica. En diciembre de 2015, el gobierno del entonces recién asumido presidente Mauricio Macri declaró la emergencia energética siendo esta una de sus primeras medidas impopulares. Desde enero de 2016, el nuevo gobierno efectuó la quita de subsidios junto con un incremento de hasta diez veces el valor que venían pagando por el servicio, lo cual fue materializado a través de la Resolución 6/2016 del Ministerio de Energía a cargo de Juan José Aranguren, socio y ex CEO de la empresa Shell. Dicha medida fue objetada por vía de recurso de amparo por ser abusiva, arbitraria e improcedente por no haberse realizado el procedimiento que estipula las normas reglamentarias para la modificación de los cuadros tarifarios, tornando inconstitucional la mencionada medida. hacia 2018 según un informe de la BBC entre 2016 y 2017 se concretó uno de los aumentos de tarifas de servicios públicos más grandes de la historia reciente del país. En el verano de 2017 la demanda cayó un 2,3% interanual, a pesar de temperaturas más bajas que en 2016, se registraron aumentos del 63% en la cantidad de usuarios afectados por cortes y apagones en el servicio eléctrico. En 2019, tras la asunción de Alberto Fernández los subsidios fueron restablecidos, aunque se dio la opción de renunciar a los mismos via web. Como consecuencia de los reiterados apagones en el conurbano y a modo de protesta, el grupo de punk rock Bolskasha, lanzó la canción "La gran siete". La misma fue compuesta por Leonardo Spinosa y formó parte del álbum "Raketazo" publicado en 2022. En enero de 2025 a comienzos del año se produjeron masivos apagones en el área de servicio de Edesur y Edenor con más de 700.000 personas afectadas.